# فيكتور كارلسون
فيكتور كارلسون (بالسويدية: Victor Karlsson)‏ هو لاعب كرة قدم سويدي، ولد في 18 مايو 2001.

## وصلات خارجية
- فيكتور كارلسون على موقع اتحاد السويد (السويدية)
- فيكتور كارلسون على موقع قاعدة بيانات كرة القدم.إي يو (الإنجليزية)
- فيكتور كارلسون على موقع Soccerway.com (الإنجليزية)